# Utnapishtim

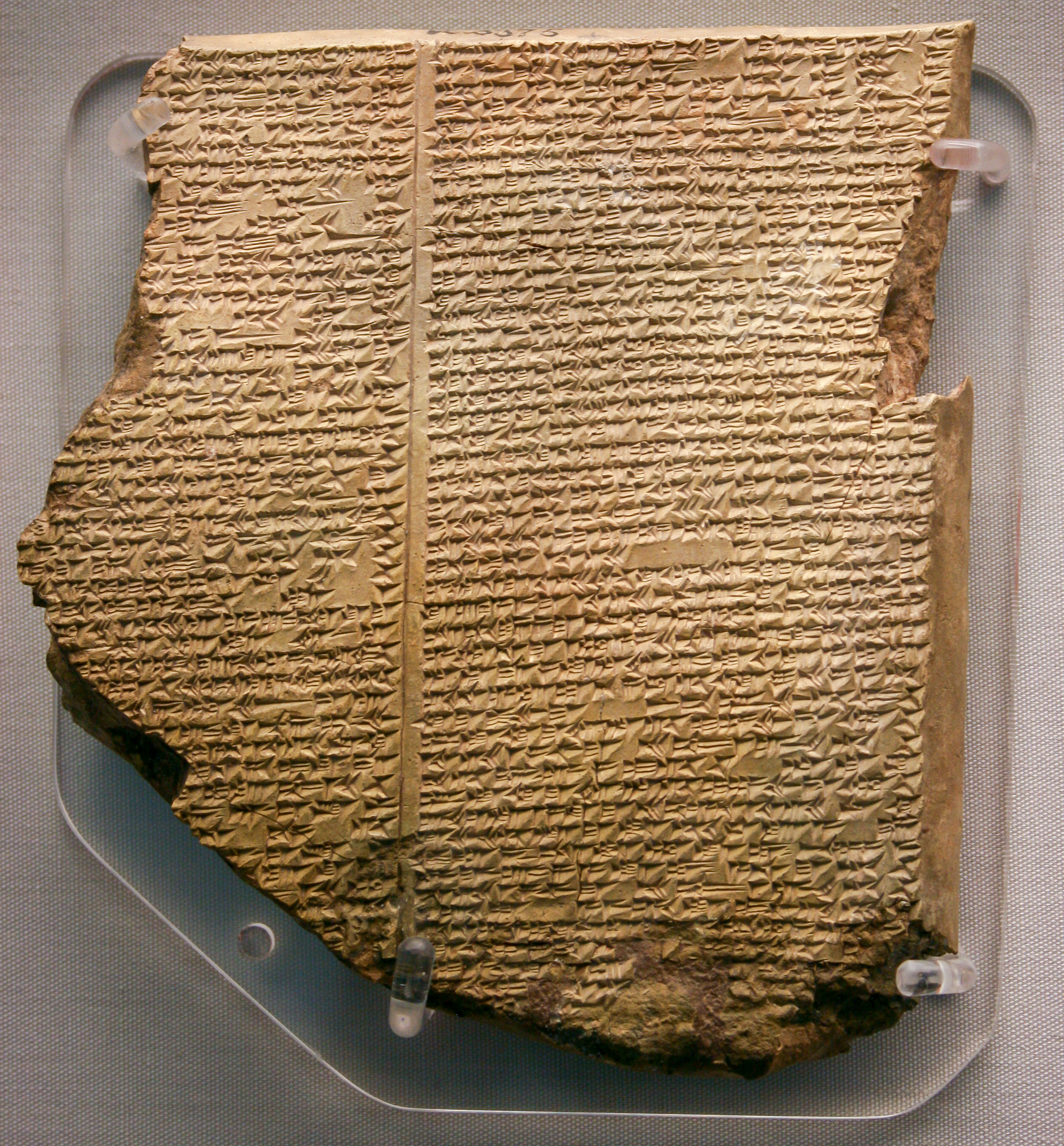
La tablilla sobre el diluvio de la epopeya de Gilgamesh, escrita en acadio (Museo Británico).

Utnapishtim (en Babilonia Utnapištim, y también conocido como Ziusudra por los sumerios y Atrahasis por los acadios) es un personaje presente en el mito del diluvio mesopotámico; es  además el sabio al que recurre el héroe mitológico Gilgamesh, para poder encontrar la inmortalidad en El poema de Gilgamesh. Esta historia es similar a la de Noé, a pesar de haber sido escrita mucho antes que esta última.
En algún texto es mencionado como hijo de Ubartutu o Ubara-Tutukin, pero por otras fuentes se podría conjeturar que es su abuelo. En otro libro su padre es "SU-KUR-LAM", que también es traducido como Shuruppak, similar al nombre de la ciudad en que vive Utnapishtim. Sukurlam, aparece como padre de Ziusudra: «Ziusudra sucedió a su padre Sukurlam, como rey de Shuruppak». En otro texto, Utnapishtim escribe a su hijo Ziusudra, y también se refiere a él como «hijo de Ubartutu». Por lo tanto no está claro si Ziusudra era él mismo, su hijo o su hermano (en el caso de que hayan sido ambos hijos de Ubartutu).

## Significado del nombre
El doctor Joseph Pagan, de la UCLA ha traducido el nombre así:

El nombre se compondría de dos elementos, Ut y Naphishtim. Hasta ahora, no se ha podido encontrar una explicación satisfactoria para el primer elemento, aunque en otras inscripciones se presenta como un sumerograma cuneiforme que se leería UD.ZI, siendo ZI la representación sumeria para "vida". El segundo elemento es del babilónico antiguo acadio. En el caso nominativo sería naphishtum y significa "aliento" y, por extensión, "vida", derivado de la palabra consonántica NPSH (infinitivo naphashu) "que respira". En el caso genitivo este segundo elemento sería un compuesto: "de la vida". También hay una ortografía alternativa del nombre como Ú-ta-na-ish-tim en la antigua versión babilónica de la tablilla X (Fragmento Meissner). La omisión del signo phi puede ser un error del escriba, de lo contrario el nombre significaría "El que funda la vida" o "El reposo (Na) de los hombres (Ishtim)".
Dr. Joseph Pagan, UCLA.

Enlil recompensa a Utnapishtim otorgándole la inmortalidad al transferirle el llamado "aliento eterno".

## Leyendas

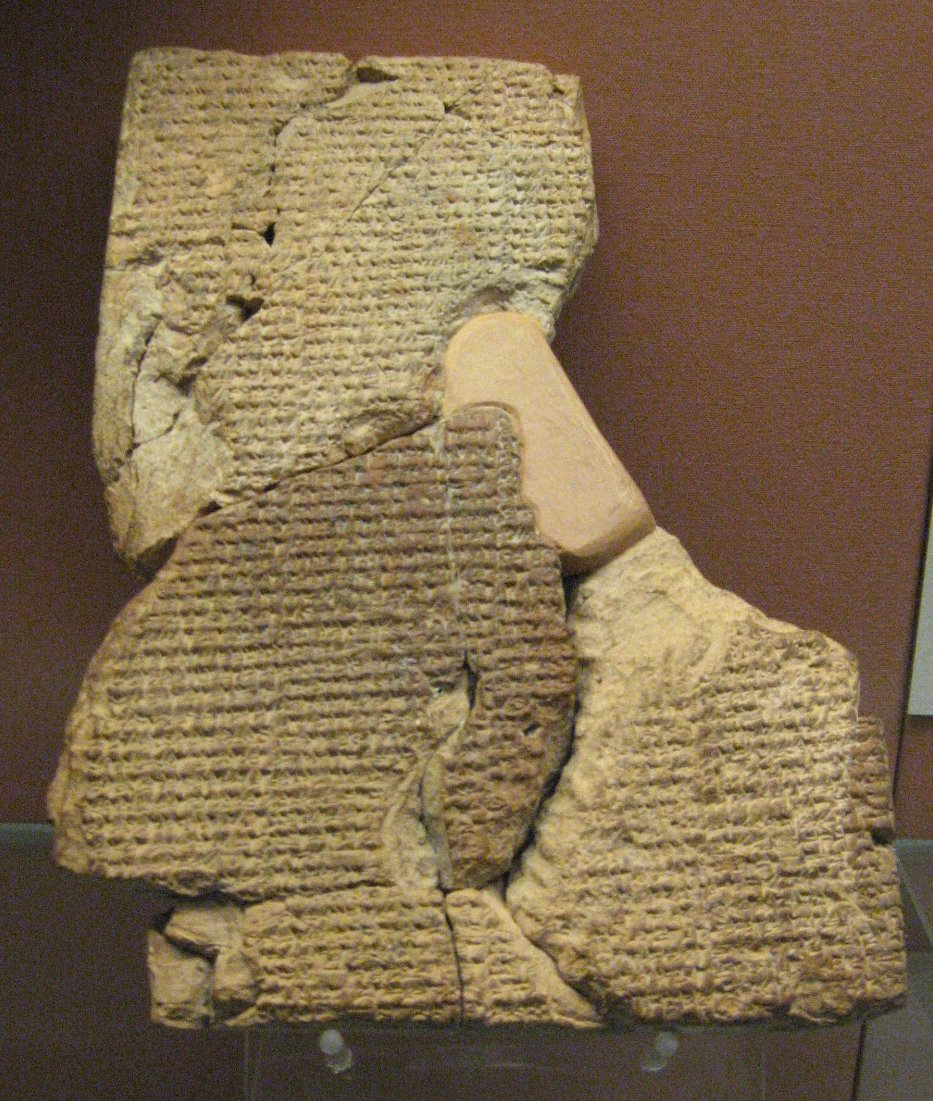
La épica de Atrahasis en una tablilla cuneiforme del s. a. C. (British Museum, ME 78941).

El diluvio mesopotámico es un episodio del poema épico Epopeya de Gilgamesh. Cuenta la leyenda que hubo una época en que los dioses vivían junto a los humanos en la ciudad de Shuruppak. Estos decidieron un día acabar con la raza humana con una inmensa inundación. Pero Ea (Enki - Enkil), tuvo piedad, y a través de las paredes de la choza de Utnapishtim, le dio la orden de destruir su casa, construir un barco y subir a este a todas las especies vivientes conocidas. La tierra fue asolada por una tempestad que duró seis días y seis noches hasta que el séptimo todo se calmó. Utnapishtim se asomó desde su barco y vio como toda la humanidad se había convertido en arcilla y como en el paisaje, solo emergía el pico del monte Nisir, lugar donde estaba posada el arca.
Después de una semana, Utnapishtim soltó una paloma que volvió. Después soltó una golondrina que también volvería. Por último soltó un cuervo que no volvió, indicando a Utnapishtim de que las aguas había bajado, ya que el pájaro había encontrado un lugar donde posarse. Sólo entonces salió del arca, hizo un libación y quemó como ofrendas cañas y maderas de cedro y mirto. Al fracasar el plan del diluvio ideado por Enlil, este se enfureció y se quejó a Ea (Enki - Enkil). Pero Ea (Enki - Enkil) defendió su causa y la de los hombres de tal forma que Enlil se emocionó y bendijo a Utnapishtim y su mujer, los cuales -según palabras de Enlil- desde ese momento serían semejantes a los dioses.
El Poema de Gilgamesh no cuenta las causas de este diluvio. Pero entre las muchas versiones mesopotámicas de este relato, existe una, la Atrahasis (inuma ilû awîlum en babilonio) que sí nos narra sus causas. Al parecer, antes de la existencia del hombre, los dioses trabajaban la tierra. Pero esto les costaba mucho y se quejaban hasta el punto de que algunos llegan a rebelarse. En este momento, Ea propone la creación del hombre para que realicen el trabajo de los dioses. Primeramente se creará un hombre y posteriormente catorce más (siete hombres y siete mujeres). Sin embargo, la humanidad comenzó a multiplicarse y el ruido que hacía era cada vez mayor, de tal forma que Enlil no podía dormir. Intentaron reducir su número con una epidemia y con una sequía, pero ni de esta manera conseguían los dioses reducir notablemente el número de hombres. Como último recurso, se decidió provocar el diluvio.

## En la cultura popular
Utnapishtim es retratado como un extraterrestre de avanzado intelecto y conocimiento científico en la clásica historieta argentina Gilgamesh el inmortal, de Lucho Olivera. Utnapishtim, el extraterrestre, queda varado brevemente en el planeta Tierra, y a cambio de la ayuda del rey sumerio Gilgamesh, este le regala la vida eterna antes de volver a viajar por el espacio exterior. De esta forma, el cómic mantiene cierta semblanza y parecido a la historia original que forma parte del mito de Gilgamesh y su poema correspondiente.